# Pszczyna (stacja kolejowa)
Pszczyna – stacja kolejowa w Pszczynie, w województwie śląskim, w Polsce. Według klasyfikacji PKP ma kategorię dworca aglomeracyjnego. Znajduje się na wysokości 232 m n.p.m.

## Ruch pasażerski
| Rok  | Wymiana roczna | Wymiana pasażerska na dobę | miejsce w Polsce |
| ---- | -------------- | -------------------------- | ---------------- |
| 2017 | 876 000        | 2 400                      | 99               |
| 2018 | 986 000        | 2 700                      | 93               |
| 2019 | 1 130 000      | 3 100                      | 90               |
| 2020 | 659 000        | 1 800                      | 82               |
| 2021 | 767 000        | 2 100                      |                  |
| 2022 |                | 2 400                      |                  |

## Historia
Stacja powstała 15 listopada 1868 na odcinku Tychy – Czechowic-Dziedzice niemieckiej Kolei Prawego Brzegu Odry (Rechte-Oder-Ufer-Eisenbahn). 21 listopada 1938 stacja stała się węzłową, gdy otwarto do użytku linię kolejową z Rybnika do Pszczyny.
W budynku dworca powstałego w 1890 roku znajduje się poczekalnia z kasą biletową.
W latach 2012–2014 przeprowadzono kosztem 2,5 mln zł (netto) gruntowny remont dworca, inwestycja została sfinansowana z budżetu państwa i środków własnych PKP. Otwarcie kompleksowo wyremontowanego dworca miało miejsce 16 września 2014. Od 12 listopada 2014 do 4 listopada 2019 w budynku dworca działał Powiatowy Punkt Informacji Turystycznej, który następnie przeniesiono do nowo powstałego budynku centrum przesiadkowego.

## Ruch pociągów
Stacja obsługuje ruch lokalny Katowice – Bielsko-Biała/Zwardoń, Katowice – Cieszyn/Wisła, Bielsko Biała – Racibórz/Wodzisław Śląski, a także ruch dalekobieżny: pociągi spółki PKP Intercity do Warszawy, Wrocławia, Gdyni i Bielska-Białej, w tym pociągi Express InterCity Premium.

## Galeria

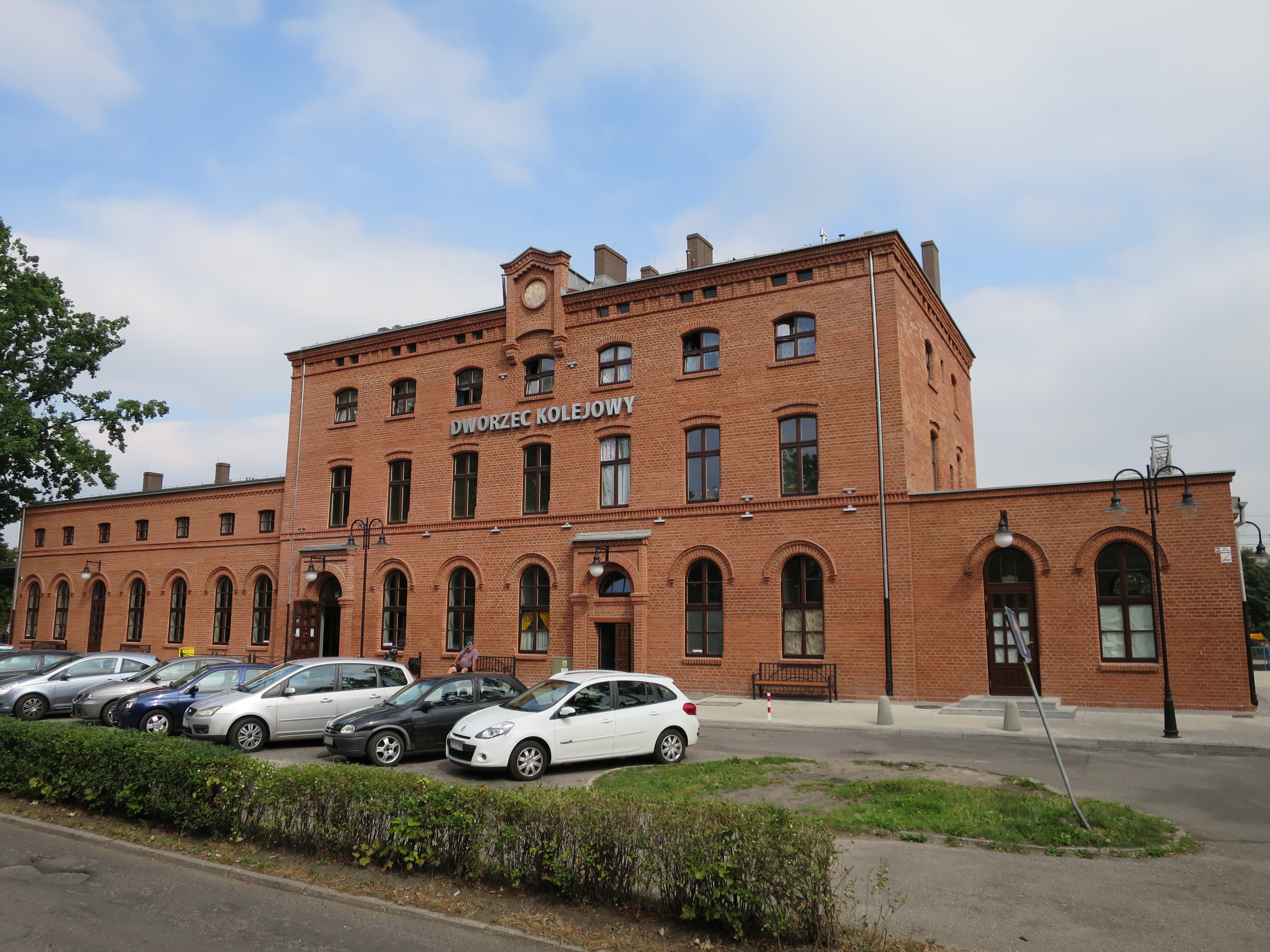
Dworzec od strony miasta
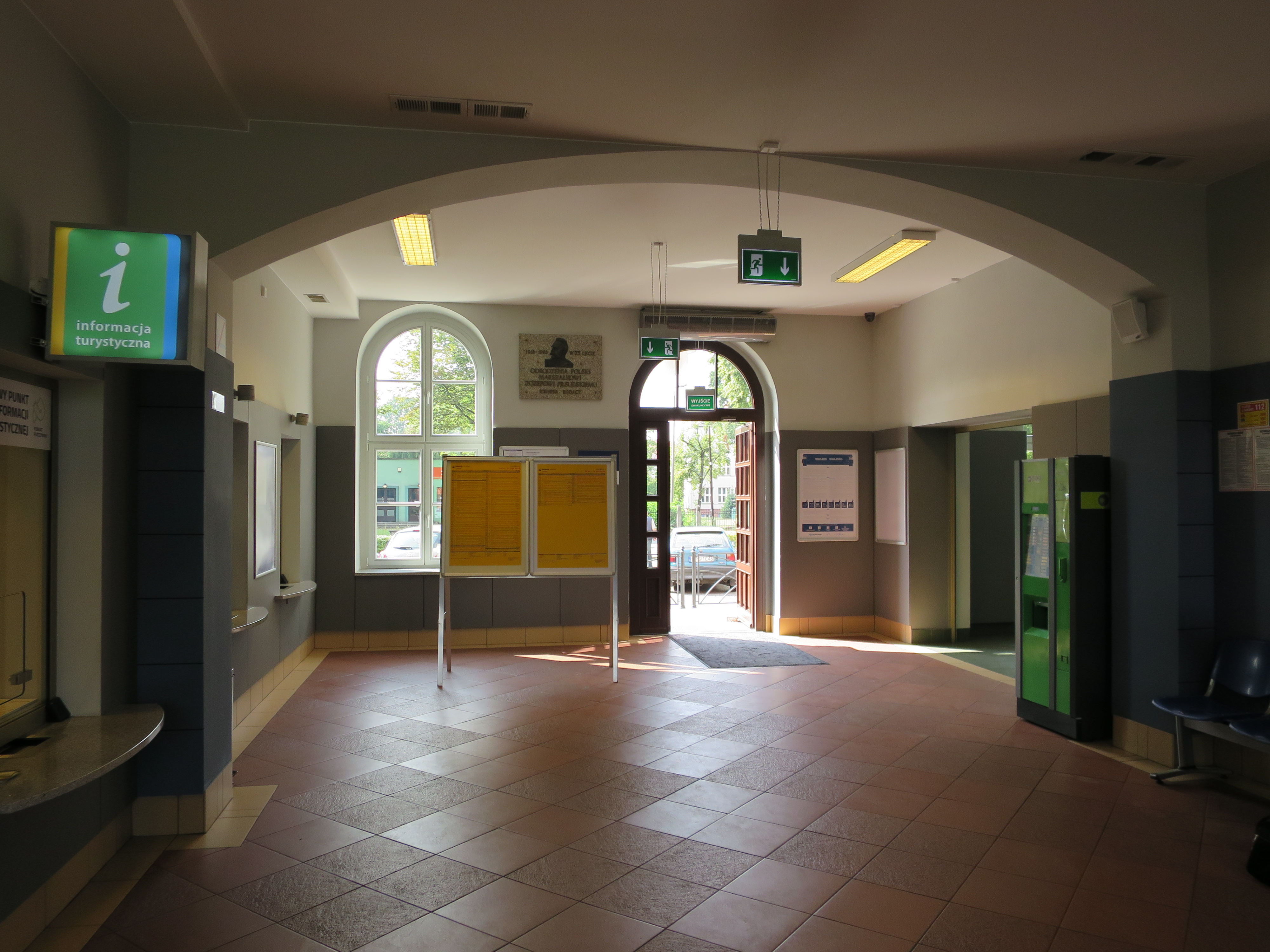
Wnętrze dworca
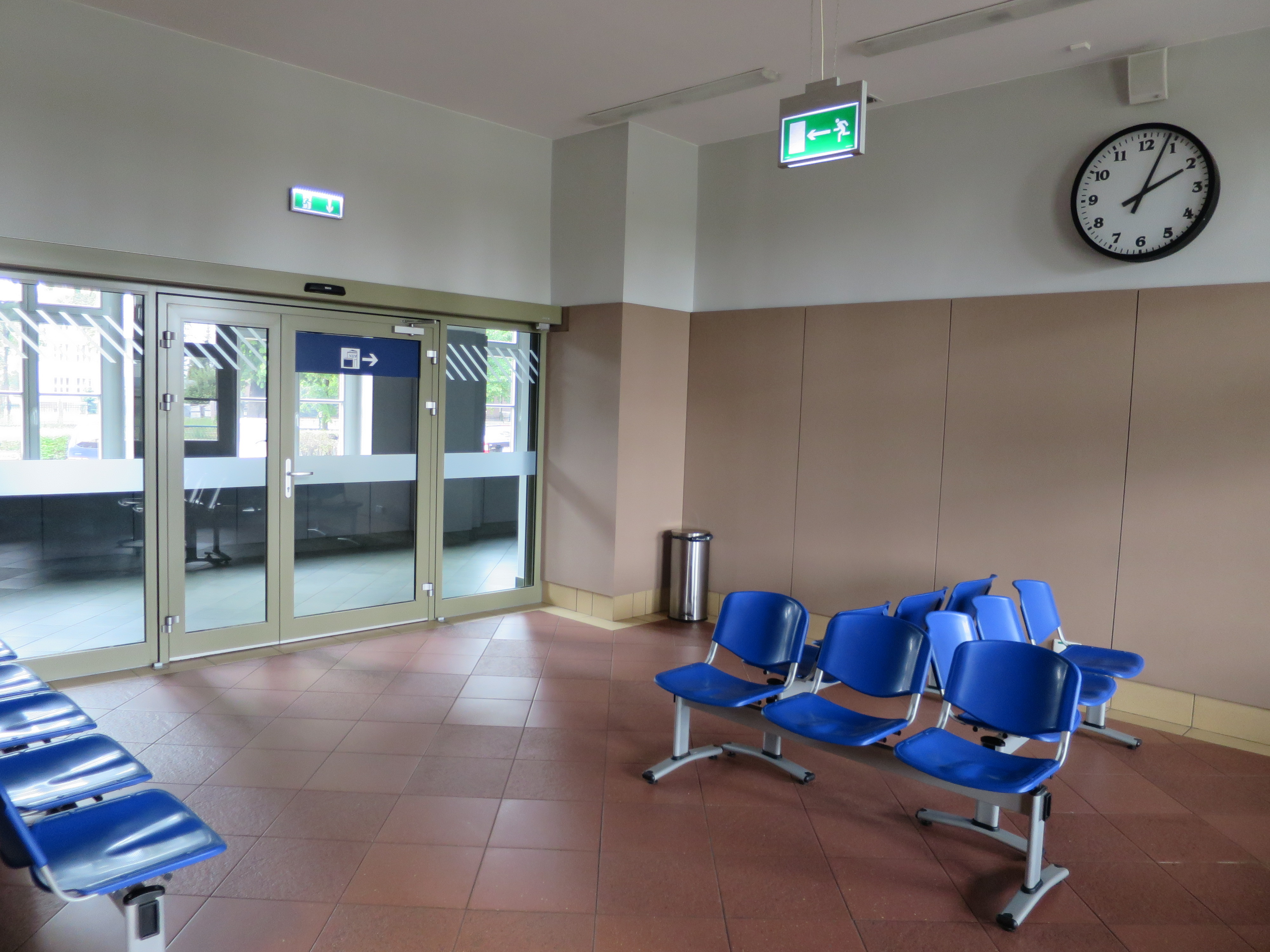
Poczekalnia
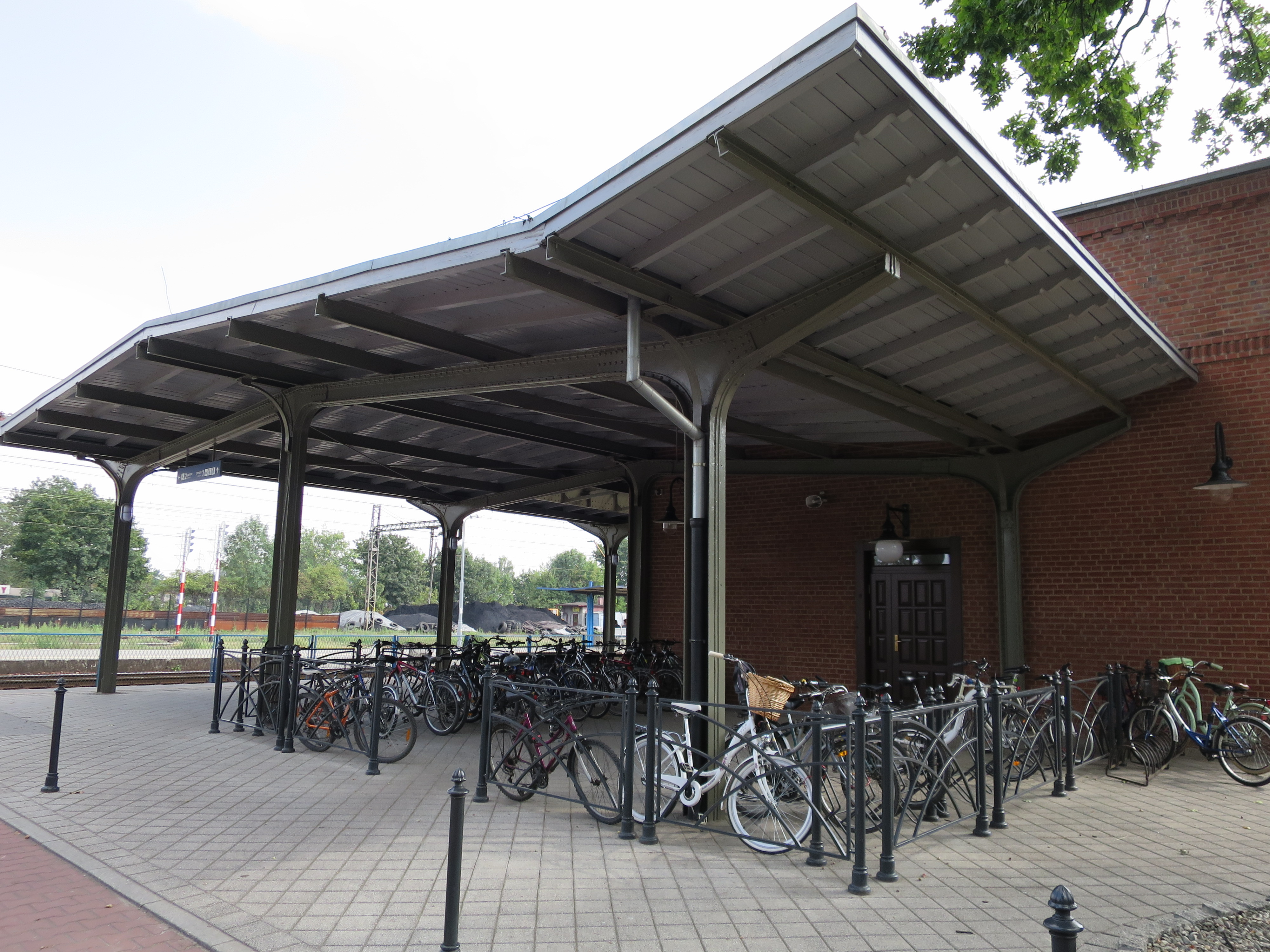
Parking rowerowy
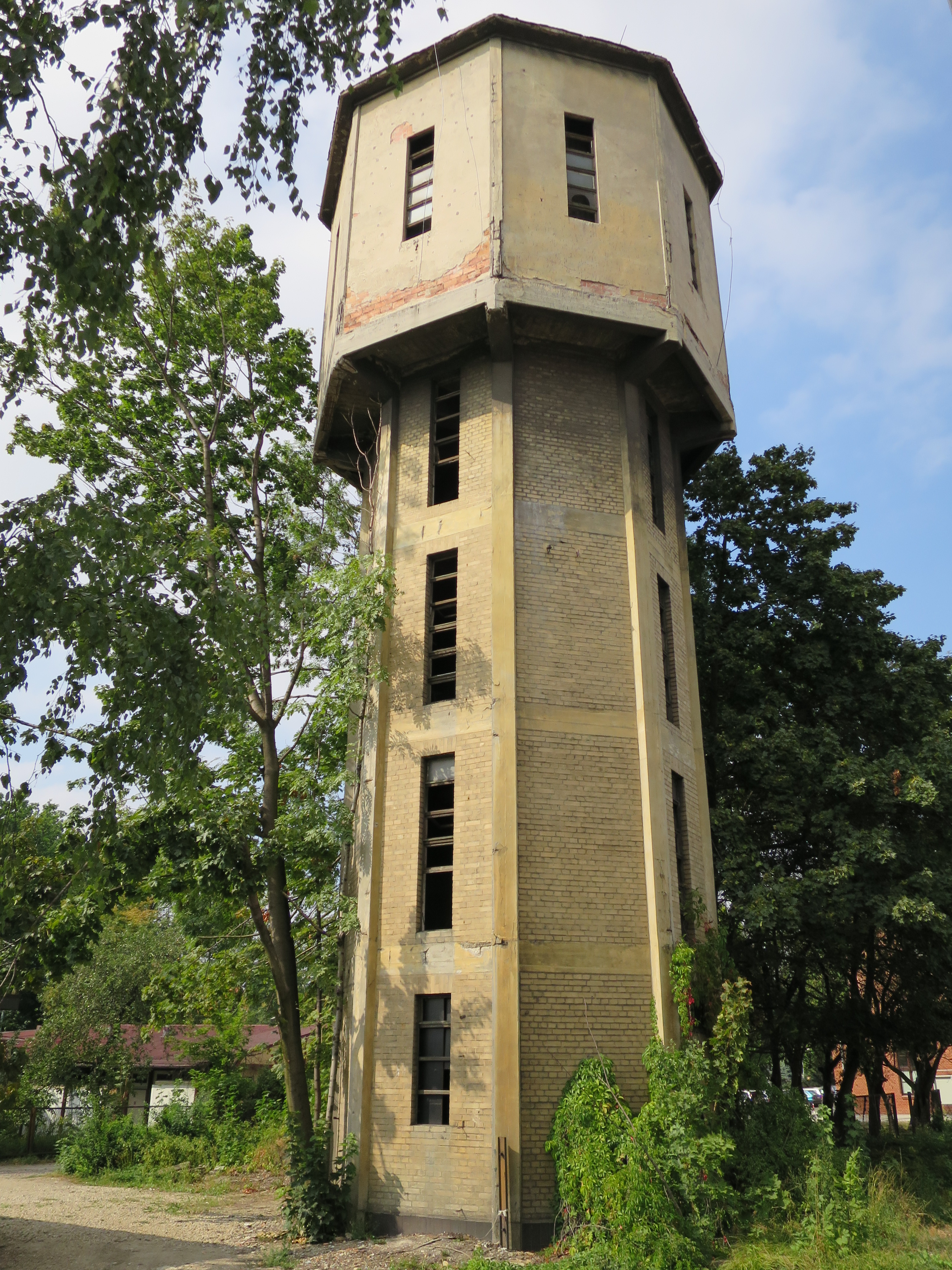
Wieża ciśnień